# ブリリアントカップ
ブリリアントカップは、特別区競馬組合が大井競馬場ダート1800mで施行する地方競馬（南関東公営）の重賞競走である。格付けはSIII。

## 概要
2017年までは準重賞として行われていた競走で、大井記念のトライアル競走の位置づけのまま、2018年から重賞に格上げされた。第1回はダート2000ｍで実施されたが、翌年より準重賞時代と同じダート1800ｍに距離が戻された。

### 条件・賞金（2025年）
条件
サラブレッド系4歳以上オープン、南関東所属馬。
- 3月に大井競馬場で行われるブリリアントカップトライアルの優勝馬に優先出走権がある。

負担重量
別定、A1級57kg、A2級55kg、牝馬2kg減（南半球産4歳馬1kg減）を基本に令和5年4月17日から令和7年4月11日までのGI/Jpn1勝ち馬は3kg、GII/JpnII及びSIの勝ち馬は2㎏、GIII/JpnIII及びSII勝ち馬は1kg加増となる（2歳・3歳限定競走は対象外）。
賞金額
1着1,500万円、2着525万円、3着300万円、4着150万円、5着75万円、着外手当15万円。
副賞
特別区競馬組合管理者賞
優先出走権付与
2着以上の馬に大井記念の優先出走権が付与される。　

## 歴代優勝馬
| 回数  | 施行日        | 優勝馬             | 性齢 | 所属 | タイム | 優勝騎手   | 管理調教師 | 馬主                           |
| ----- | ------------- | ------------------ | ---- | ---- | ------ | ---------- | ---------- | ------------------------------ |
| 第1回 | 2018年4月17日 | リッカルド         | 騸7  | 船橋 | 2:06:5 | 矢野貴之   | 佐藤裕太   | （株）レックス                 |
| 第2回 | 2019年4月9日  | キャプテンキング   | 牡5  | 大井 | 1:53.9 | 坂井英光   | 的場直之   | 平本敏夫                       |
| 第3回 | 2020年4月7日  | ストライクイーグル | 牡7  | 大井 | 1:54:0 | 御神本訓史 | 藤田輝信   | （有）キャロットファーム       |
| 第4回 | 2021年4月13日 | フィアットルクス   | 牡6  | 大井 | 1:52.7 | 本橋孝太   | 藤田輝信   | （株）カナヤマホールディングス |
| 第5回 | 2022年4月21日 | ロードゴラッソ     | 牡7  | 川崎 | 1:51.3 | 御神本訓史 | 佐々木仁   | 中村伊三美                     |
| 第6回 | 2023年4月20日 | ランリョウオー     | 牡5  | 浦和 | 1:51.9 | 本橋孝太   | 小久保智   | 糸井政三                       |
| 第7回 | 2024年4月9日  | サヨノネイチヤ     | 牡5  | 大井 | 1:55.5 | 西啓太     | 坂井英光   | 吉岡泰治                       |
| 第8回 | 2025年4月17日 | キングストンボーイ | 騸7  | 大井 | 1:51.6 | 吉原寛人   | 渡邉和雄   | 吉田和美                       |

出典：南関東4競馬場公式「ブリリアントカップ競走優勝馬」https://www.nankankeiba.com/win_uma/70.do